# Adachan Madumarow
Adachan Kimsanbajewicz Madumarow (kirg. Адахан Кимсанбаевич Мадумаров; ur. 9 marca 1965 roku w Kurszabie w rejonie Özgön) – kirgiski polityk oraz działacz narodowy, od 2006 lider partii Bütün Kyrgyzstan.

## Kariera polityczna
W 1995 roku był pomocnikiem ministra wydawnictw i informacji. Poseł do Rady Najwyższej I, II, III oraz IV kadencji. Od 18 kwietnia 2005 do 10 maja 2006 sprawował funkcję wicepremiera (do 29 września 2005 jako pełniący obowiązki). W wyniku skandalu korupcyjnego 1 września 2008 złożył mandat deputowanego.
Kandydował w 2011 roku w wyborach prezydenckich – otrzymał 274,434 (14,77%) głosów co pozwoliło mu zająć drugie miejsce. Decyzją 12 zjazdu partii Bütün Kyrgyzstan mającego miejsce 11 lipca 2017 roku, został wyznaczony do reprezentowania jej w wyborach prezydenckich. 14 lipca Centralna Komisja Wyborcza Kirgistanu zarejestrowała jego kandydaturę. Zdobył w nich 110 652 głosów (6,49%) co pozwoliło mu na zajęcie 3 miejsca.
W wyborach parlamentarnych w 2020 startował z pierwszego miejsca z listy Bütün Kyrgyzstan.